# City Football Group
Die City Football Group ist eine Holding-Gesellschaft, die mehrere Fußballklubs unter sich vereint, diese miteinander vernetzt und weitere Aktivitäten im Bereich Fußball betreibt.

## Anteilseigner
Die Gruppe gehört drei Organisationen, von denen sich 81 % mehrheitlich im Besitz der Abu Dhabi United Group, 18 % im Besitz der US-amerikanischen Beteiligungsgesellschaft Silver Lake,  und 1 % im Besitz der chinesischen Firmen China Media Capital und CITIC Group befinden. Die Abu Dhabi United Group gehört Scheich Mansour bin Zayed Al Nahyan, Mitglied der königlichen Familie von Abu Dhabi und Vizepräsident der Vereinigten Arabischen Emirate.

## Mannschaften

### Manchester City
Die Abu Dhabi United Group (ADUG) wurde 2008 gegründet, als Scheich Mansour bin Zayed Al Nahyan beabsichtigte, Manchester City vom ehemaligen thailändischen Premierminister Thaksin Shinawatra zu erwerben. Die ADUG wurde hierfür als geschäftsführende Gesellschaft eingesetzt.
Auch die Frauenfußballmannschaft Manchester City WFC, welche in der FA WSL spielt, gehört zur City Football Group. Weiterhin gehört dazu noch die Manchester City FC Reserves and Academy, die die U-21-Mannschaft von Manchester City stellt.

### New York City FC
Als der ehemalige Vizepräsident des FC Barcelona, Ferran Soriano, Manchester City im August 2012 als CEO übernahm, wurde er von der Major League Soccer angesprochen, ein Fußball-Franchise zu übernehmen. Der Generalsekretär der MLS, Don Garber, hatte schon Kontakt zu ihm, als Soriano noch beim FC Barcelona war. Im Dezember 2012 wurden Gerüchte laut, dass Manchester City kurz davor stehe, das 20. Franchise der MLS zu gründen. Dieses sollte in New York City angesiedelt werden und den Namen "New York City Football Club" tragen. Dieses wurde aber erstmal von City dementiert. Im März 2013 gab die MLS bekannt, dass man bereit sei für ein solches Franchise.
Die New York City Football Club, LLC wurde am 7. Mai 2013 bei der Stadt New York registriert und am 21. Mai 2013 wurde der New York City FC als offizielles 20. Franchise der MLS vorgestellt. Als Kontaktperson zu Mehrheitsanteilseigner Manchester City wurde der ehemalige US-National- und City-Spieler Claudio Reyna als "Director of Football" verpflichtet. Die City Football Group übernahm daraufhin als Gesellschaft die Mehrheitsanteile an dem neuen Fußballklub.

### Melbourne City FC
Am 23. Januar 2014 wurde bekannt, dass Manchester City den australischen Fußballklub Melbourne Heart für zwölf Millionen US-Dollar übernimmt. Nach Verhandlungen zwischen Manchester City und den Verantwortlichen in Australien übernahm die CFG 80 % des Klubs. Die restlichen Anteile wurden von australischen Geschäftsleuten rund um den Rugby-Klub Melbourne Storm übernommen.
Die halb-professionelle Reservemannschaft, Melbourne City FC Youth, spielt in der National Premier Leagues Victoria 1 und gehört auch zur CFG.

### Yokohama F. Marinos
Am 20. Mai 2014 wurde bekannt, dass Manchester City in den japanischen Fußballklub Yokohama F. Marinos investiert hat. Somit erreichte man eine Partnerschaft mit den Marinos und dem Autohersteller Nissan.

### Montevideo City Torque
Am 6. April 2017 erwarb die City Football Group den uruguayischen Zweitligisten Club Atletico Torque aus Montevideo und benannte ihn zu Montevideo City Torque um. Nachdem noch im selben Jahr der Aufstieg gelang, spielt der Klub mittlerweile in der ersten Liga.

### FC Girona
Am 2. Juli 2017 wurde bekannt, dass der Verein vor seiner Premierensaison im Oberhaus zu jeweils 50 % an die City Football Group und die Media Base Agentur verkauft wurde.

### Shenzhen Peng City FC
Am 20. Februar 2019 wurde bekannt gegeben, dass die City Football Group sowie UBTECH und China Sports Capital Sichuan Jiuniu FC übernommen haben. Der Verein spielte 2019 in der dritten chinesischen Liga und schaffte mit einem vierten Platz den Aufstieg. In der zweiten Liga spielte der Verein vier Jahre, ehe man 2023 den erstmaligen Aufstieg in die erste Liga schaffte. Der Verein wurde 2024 in Shenzhen Peng City FC umbenannt.

### Mumbai City FC
Die City Football Group wurde am 28. November 2019 nach dem Erwerb von 65 % des Vereins zum Mehrheitsbeteiligten von Mumbai City FC. Der Verein spielt in der Indian Super League.

### Lommel SK
Als neunten Klub übernahm die Holding am 11. Mai 2020 den belgischen Zweitligisten Lommel SK. Die City Football Group plant, die Schulden des Vereins, die sich auf rund 2 Millionen Euro belaufen sollen, abzubauen.

### ES Troyes AC
Der zehnte Verein, den die City Football Group übernahm, war am 3. September 2020 der französische Zweitligist ES Troyes AC.

### FC Palermo
Am 1. Juni 2022 erwarb die City Football Group 80 Prozent der Anteile am italienischen Zweitligisten FC Palermo. Der sizilianische Verein wurde damit zum elften Verein der Gruppe.

### EC Bahia
Der EC Bahia wurde Anfang Mai 2023 zum 12. Verein der Holding, die 90 % an diesem erwarb.

## Partnermannschaften

### Training und Scouting
Mit diesen Mannschaften bestehen Verträge zum gegenseitigen Austausch von Spielern oder zum Austausch von Trainingsmöglichkeiten. Die CFG hat somit einen großen Pool an Spielern, auf die sie bei Bedarf zugreifen kann. Andersherum können Spieler, welche bei Mannschaften der City Football Group spielen, an diese Mannschaften ausgeliehen werden, um Spielpraxis zu sammeln.
- Aarhus GF (seit 2013)
- Espanyol Barcelona (seit 2011)
- Ghana Football Association (seit 2013)
- Gil Vicente FC (seit 2012)
- FC Limerick (seit 2013)
- NAC Breda (seit 2016)
- Sporting Lissabon (seit 2010)
- Wilmington Hammerheads (seit 2015)
- Long Island Rough Riders (seit 2016)
- Atlético Venezuela (seit 2017)[10]

### Fußballakademien
- Mpumalanga Black Aces (seit 2013)

Manchester City ist hier Jugendpartner der südafrikanischen Mannschaft. Manchester unterstützt hier z. B. die Jugendarbeit mit eigenen Trainern.
- Right to Dream Academy

## Stadien
Die City Football Group ist Eigentümer und Betreiber des Academy Stadium in Manchester. Dort spielt der Manchester City WFC und die Manchester City FC Reserves and Academy Mannschaften.
In Planung befindet sich aktuell das New York City FC Stadium für den New York City FC.
Außerdem ist die CFG Eigentümer des Etihad Campus, welches als Trainingsgelände von Manchester City dient. Dieses liegt in Sportcity Manchester, einem Teil der Stadt. Es befindet sich in Reichweite des Etihad Stadiums.